# Peromyscus melanotis
Peromyscus melanotis là một loài động vật có vú trong họ Cricetidae, bộ Gặm nhấm. Loài này được J. A. Allen & Chapman mô tả năm 1897.